# Volená monarchie
Volená monarchie je monarchie, ve které je panovník volen a nevládne dědičně. Opakem volené monarchie je dědičná monarchie, kde se panovnický úřad a titul dědí podle různých zákonů následnictví. Volená monarchie by neměla být zaměňována s volbou nového panovníka a dynastie v případě, když v monarchii vymře stávající rod a je potřeba zvolit novou dědičnou dynastii, nebo je vytvořen nový stát a nemá vlastní panovnický rod, například Řecké království v roce 1832 a 1863, Norsko v roce 1905 atd.

## Současné volené monarchie

### Kambodža
Kambodža je království a volená monarchie. Nového krále vybírá Královská trůnní rada z osob královské krve. Král Norodom Sihamoni je syn předchozího krále Norodoma Sihanuka.

### Malajsie
Malajsie je federativní a volená monarchie, hlavou státu je „Yang di-Pertuan Agong“ (malajsky nejvyšší hlava státu), běžně zvaný králem, kterého na pět let volí ze svého středu devět panovníků jednotlivých členských států federace: Johor, Kedah, Kelantan, Negeri Sembilan (vládce má titul „Yang Di-Pertuan Besar“), Pahang, Perak, Perlis (vládce má titul rádža), Selangor, Terengganu (ostatní čtyři státy Sabah, Sarawak, Malaka a Pulau Pinang jsou republikami a volby se neúčastní). Tato funkce je de facto volena na základě rotačního principu.
- Navíc, malajsijský stát Negeri Sembilan je sám volenou monarchií, kde je panovník („Yang di-Pertuan Besar“) vybírán radou.
- Vládce jiného státu, Perak, je vybírán dle následnického principu. Panovníkem se stává nejstarší princ, potomek Sultána Ahmadina, osmnáctého Sultána Peraku. Korunní princ („Raja Muda“) a náhradní korunní princ („Raja Di-Hilir“) jsou vybírání Dewan Undangan Negeri Perak. Syn vládnoucího sultána se nemůže stát korunním princem, pokud stále žije starší potomek předchozího sultána (například bratr současného sultána, tedy je uplatňován tzv. stařešinský princip).

### Vatikán
Vatikán je teokratická volená monarchie a jediná absolutní monarchie v Evropě. Hlavou státu a monarchou je papež. Papež je volen oprávněnými kardinály, kteří jsou mladší 80 let, na konkláve. Papež musí být zvolen alespoň dvoutřetinovou většinou hlasů přítomných kardinálů. Nelze jej odvolat, může jedině sám abdikovat. Papež je monarchou Vatikánského státu a zároveň hlavou římskokatolické církve.

### Spojené arabské emiráty
Spojené arabské emiráty jsou federativní republikou, de facto jsou ale volenou federativní konstituční monarchií. Jedná se o federaci, skládající se celkem ze 7 emirátů. Formálně může být za panovníka zvolen kdokoli ze sedmi emírů spolku, podle tradice je ovšem prezidentem federace zvolen vždy stávající emír z Abú Dhabí. I když se i přes to jedná jednoznačně o monarchii, titul hlavy státu je prezident. Prezidenta volí federální nejvyšší rada (sestávající z emírů států federace) na pětileté funkční období.

### Zvláštní případy

#### Andorra
Andorra je od roku 1278 knížectvím a de facto nezávislý stát, formálně se však jednalo o kondominium Francie a Španělska, kde vládu vykonávala dvě spoluknížata – biskup ze Séo de Urgel (Španělsko) společně s francouzskou hlavou státu (králem, později prezidentem). Obě hlavy státu byly v zemi zastoupeny dvěma vikáři.
V roce 1993 byla vydána první andorrská ústava, která vyhlásila i formálně plnou suverenitu země. Francouzský prezident i španělský biskup však stále zůstávají oficiálními hlavami státu a jedná se de o tzv. diarchii (dvě hlavy státu). Jako nevolený panovník je tím pádem francouzský prezident zároveň monarchou. Francouzský prezident jako hlava Andorry je sice zvolen, ale nikoli občany Andorry. Stejně tak biskup ze Séo de Urgel.

#### Kuvajt
Kuvajtský emirát není tak přesně volenou monarchií, jde spíše od roku 1991 (kdy byla nastolena konstituční monarchie) o dědičnou monarchii s tím, že nového emíra musí potvrdit parlament (zavedeno do ústavy na pokyn Američanů). Navíc u vlády by se měly střídat dvě větve vládnoucího rodu Al-Sabah, i když v poslední době tomu tak není.

#### Saúdská Arábie
V Saúdské Arábii není královský titul automaticky dědičný způsobem obvyklým ve většině monarchií (z otce na syna) jak je běžné, ale systémem seniorátu, tak že králem se stává vždy nejstarší syn krále Ibn Saúda a panovníkova nástupce také vybírají čelní představitelé královské rodiny. Do smrti bývalého krále Saúda roku 1969 byl zákon o nástupnictví změněn, tak že se trůn dědí z bratra na bratra a ne z otce na syna a v roce 1992 upraven, tak že králem může být pouze syn nebo vnuk Ibn Saúda. Současným králem Saúdské Arábie a hlavou dynastie je od roku 2005 Abdalláh ibn Abd al-Azíz. V Saúdské Arábii tak nejde o volenou monarchii, ale o dědičnou se zvláštním systémem seniorátu.

#### Svazijsko
Svazijské království není klasická dědičná monarchie. Král nejmenuje svého nástupce, ale namísto toho královská rodina rozhodne, která z králových manželek se stane "Velkou ženou" a "Indovukazi" (Slonice/Královna matka). Syn této "Velké ženy", se automaticky stane příštím králem. Nejstarší syn není nikdy jmenován nástupcem, ale získává jiné ceremoniální role ve státu.

## Zaniklé volené monarchie

### Svatá říše římská
Svatá říše římská (později Svatá říše římská národa německého) je zřejmě nejznámější volenou monarchií vůbec. Hlavou Svaté říše římské byl císař resp. zvolený král, který se stal císařem až po korunovaci od papeže. Císaře volil sbor k tomu pověřených osob – kurfiřtů.
Původně volila krále všechna říšská knížata. Kolem poloviny 13. století se počet knížat volitelů (nazývaných nyní kurfiřty, něm. Kurfürst) ustálil na sedmi, což v roce 1356 formálně zlistinil císař Karel IV. svojí Zlatou bulou.
tři duchovní:
- arcibiskup kolínský (jako německý kancléř)
- arcibiskup mohučský (jako burgundský kancléř)
- arcibiskup trevírský (jako italský kancléř)

čtyři světští:
- král český (jako nejvyšší číšník)
- vévoda saský (jako nejvyšší maršál)
- markrabě braniborský (jako nejvyšší komorník)
- falckrabě rýnský (jako nejvyšší stolník)

Od třicetileté války do roku 1806, kdy říše zanikla, přibyla kurfiřtství Bavorské a Hannoverské. V roce 1803 ustanovil Napoleon jako kurfiřtství také Bádensko, Hesensko-Kasselsko, Württembersko, Salcbursko, Würzburské velkovévodství (pouze v letech 1803–1806) a Řezenské knížectví (pouze v letech 1803–1806)
Po rozpadu Svaté říše římské národa německého v roce 1806 a jejím nahrazení Rýnským spolkem, zanikl jak císařský titul, tak i titul či hodnost kurfiřtů.

### Polsko-litevská unie
Po Svaté říši římské je nejznámější volenou monarchií tzv. Polsko-litevská unie nebo také Republika obou národů existovala mezi lety 1569–1795. Oficiálně uzavřena v 12. srpna v Lublinu (Lublinská unie). Po vymření jagellonské dynastie o polský trůn soupeřilo několik evropských dynastií a panovníků. Roku 1573 byl polským králem zvolen Jindřich z Valois, bratr francouzského panovníka Karla IX. Jindřich musel splnit mnoho stanovených podmínek, mezi nimiž byla zásada zřeknutí se dědičnosti. Ve státním zřízení měla velice silnou pozici šlechta, která prostřednictvím královské rady vykonávala vládu. Polský král se již dle usnesení Nihil novi z roku 1505 stal prakticky předsedou této rady a nemohl činit významná rozhodnutí bez souhlasu senátu a sněmovních poslanců. Soustátí se tak stávalo monarchií spíše formálně a bylo spíše republikou ve které měl doživotně zvolený vládce titul krále polského a velkoknížete litevského.
Roku 1576 byl zvolen polským králem Štěpán Báthory, který v letech 1579–1582 vedl poměrně úspěšnou válku proti Rusku. Roku 1587 na trůn nastoupil syn švédské královny Kateřiny Zikmund III. Vasa, který musel vést války s opozicí ve vlastní dynastii. Po jeho smrti roku 1632 se na trůn usadil starší syn Vladislav IV. Vasa. V roce 1648 nastoupil na polský trůn Jan Kazimír II. Vasa, bratr zemřelého krále Vladislava. Roku 1669 byl novým polským králem zvolen Michał Korybut Wiśniowiecki, který se orientoval na Habsburky. V roce 1672 vpadli do Polska Turci a to bylo nuceno přistoupit na tvrdé podmínky vítěze. V letech 1674–1696 vládl Polsku profrancouzsky orientovaný Jan III. Sobieski.
V letech 1697–1733 vládl Polsku (s pětiletou přestávkou) August II. Silný z rodu saských Wettinů. Po porážce dánské a ruské armády od švédského krále Karla XII. v tzv. „severní válce“ vpadla švédská vojska i do Polska a Augusta II. sesadila. Místo něho vládl v Polsku v letech 1704–1709 Stanislav I. Leszczyński. Po porážce Švédů v bitvě u Poltavy roku 1709 se August II. vrátil zpět na polský trůn, ale nedokázal využít příznivé situace a účastnit se zahraničně-politických jednání ve prospěch Polska. Stejně slabý byl i jeho nástupce August III. Polský. Po jeho smrti nastoupil na trůn v roce 1764 Stanislav Poniatowski, za jehož vlády došlo ke konečnému úpadku Polska, které bylo rozděleno mezi tři sousední velmoci a zaniklo (viz Dělení Polska). poslední léta existence tohoto soustátí bylo změněno státní zřízení a z titulární volební monarchie se stala roku 1791 opět dědičná monarchie.

### Samoa
Samoa byla volenou monarchií v letech 1962–2007, i když v tomto období nebylo v ústavě jasně řečeno zda je země republika nebo monarchie. Země sice nebyla čistě volební monarchií, ale nebyla monarchií dědičnou. Při vyhlášení nezávislosti 1. ledna 1962 vládli dva nejvyšší náčelníci, kteří se stali oficiálními doživotními hlavami státu a kteří tuto funkci zastávali při vyhlášení nezávislosti v roce 1962. Po roce 1963 zůstal jedinou hlavou státu Malietoa Tanumafili II. Po jeho smrti v roce 2007 Samoa přešla na parlamentní republiku a hlava státu je volena na funkční období 5 let.